# Operatie Knickerbocker
Onder de codenaam Operatie Knickerbocker werden in juli 1945 Duitse krijgsgevangenen vrijgelaten. 

## Geschiedenis
Tijdens de Tweede Wereldoorlog maakte de geallieerden veel krijgsgevangenen. Tijdens Operatie Knickerbocker werden personen vrijgelaten die voor de wederopbouw van Duitsland noodzakelijk waren.